# Guilherme Santos
Guilherme Caribé Oliveira Santos (Salvador, 1º marzo 2003) è un nuotatore brasiliano, specializzato nello stile libero.

## Carriera
Nel 2023 conquista tre medaglie d'oro e un argento ai Giochi panamericani di Santiago del Cile. L'anno successivo sale invece sul secondo gradino del podio nei 50 e nei 100 metri stile libero ai mondiali in vasca corta di Budapest.

## Palmarès
- Mondiali in vasca corta

Budapest 2024: argento nei 50m sl e nei 100m sl.
- Giochi panamericani

Santiago del Cile 2023: oro nei 100m sl, nella 4x100m sl e nella 4x100m sl mista, argento nella 4x100m misti.